# Гражданин (журнал)
«Гражданин» — политическая и литературная газета-журнал.
Издавался в 1872—1879 и 1882—1914 годах в Петербурге.
Основатель, издатель и главный автор — князь В. П. Мещерский.
В журнале печатались Ф. М Достоевский,  К. П. Победоносцев, Н. Н. Страхов, А. Ф. Писемский, Н. С. Лесков, А. Н. Майков, Я. П. Полонский, А. Н. Апухтин  и другие.

## История
Выходил в 1872—1879, 1883—1884 и 1911—1914 еженедельно, в 1882, 1885—1886 и 1897—1909 годах — 2 раза, в 1887 — 3 раза в неделю, в 1888—1897 годах — ежедневно.
Первоначально издавался на частные пожертвования при поддержке наследника престола великого князя Александра Александровича (будущего императора Александра III).
В 1876—1878 годах в связи с критикой внешней политики правительства Александра II, журнал получил несколько предупреждений и неоднократно приостанавливался, а в 1879 году его издание было прекращено.
В царствование Александра III журнал был возобновлен и получал крупную субсидию.

### Редакторы
- Г. К. Градовский (1872)
- Ф. М. Достоевский (1873—1874)
- В. Ф. Пуцыкович
- В. П. Мещерский (1882—1906)
- М. Н. Назаров (1906—1914).